# Rassemblement pour la Démocratie et le Renouveau
Rassemblement pour la Démocratie et le Renouveau (RDR, dt.: „Zusammenschluss für Demokratie und Erneuerung“, engl.: Rally for Democracy and Renewal) ist eine politische Partei im Inselstaat der Komoren.
Die RDR wurde im Oktober 1993 von Präsident Said Mohamed Djohar gegründet, und entstand aus mehreren Parteien, die Djohar unterstützten, unter anderem Dialogue Proposition Action und Union des Démocrates pour le Développement. Die neue Partei gewann 1993 bei den Parlamentswahlen 28 der 42 Sitze in der Unionsversammlung. Nach der Wahl wurde der Generalsekretär der RDR, Mohamed Abdou Madi, zum Premierminister ernannt.
Im Dezember 1996 schloss sich die Partei dem Rassemblement National pour le Développement an. Sie wurde später wiederbegründet und trat bei den Parlamentswahlen 2015 an, errang dort jedoch keinen Sitz in der Unionsversammlung.